# Rusinowo
Rusinowo (tyska Russenau) är en by i Pommerns vojvodskap i norra Polen. Rusinowo, som är beläget 85 kilometer söder om Gdańsk, har 250 invånare.

## Personer från Rusinowo
- Paul Worm (1893–1946), tysk SS-Brigadeführer